# Lohn (Adelsgeschlecht)

Stammwappen der Edelherren von Lohn

Lohn (auch Loen, Loën, Loon, Lon o. ä.) ist der Name eines westfälischen Edelherrengeschlechts.
Die Familie ist zu unterscheiden von dem aus Geldern stammenden, später auch in Westfalen ansässigen Adelsgeschlecht Loën und dem Adelsgeschlecht Loën aus dem westfälischen Iserlohn.

## Geschichte
Das Geschlecht wird urkundlich erstmals 1085 erwähnt, als Gerhard I. von Lohn (Gerhardus de Laon), erster Graf von Lohn, zusammen mit seinem Sohn Gottschalk I. von Lohn (Godascalcus filius eius) in einer Urkunde des Münsteraner Bischofs Erphos erscheint. Der namensgebende Stammsitz des Geschlechts, die heute abgegangene Burg Lohn, lag im heutigen Stadtlohn. Sie wurde von Werner von Steußlingen, 1132–1151 Bischof von Münster, zur Sicherung der Bistumsgrenzen zwischen St. Otger und Berkel errichtet. Die Burg war Zentrum der Herrschaft Lohn und wurde den Edelherren von Lohn zum Lehen gegeben. Nach zwischenzeitlicher Zerstörung Ende des 12. Jahrhunderts wurde sie wieder aufgebaut und war noch bis ins 14. Jahrhundert hinein Residenz der Grafen von Lohn. Außerdem saßen die Edelherren von Lohn auf Burg Bredevoort in Bredevoort, die 1238 durch Erbschaft zu gleichen Teilen an Hermann I. von Lohn († 1252) und Ludolf von Steinfurt gefallen war. 1246 trugen die Lohner in ihrem Streben nach Unabhängigkeit von den Münsteraner Fürstbischöfen ihren Anteil an der Burg Bredevoort dem geldrischen Grafen Otto II. zusammen mit den vier Pfarreien Eibergen, Neede, Groenlo und Geesteren zum Lehen auf. Nach einer verlorenen Fehde des vorletzten Grafen von Lohn, Gottschalk II. von Lohn, gegen den Bischof von Münster wurde Gottschaft zwar zum Castellanus auf Lebenszeit bestellt und er durfte weiterhin auf Burg Lohn wohnen, doch wurde die Burg Lohn nun zum Offenhaus der Münsteraner Bischöfe. Der letzte Graf von Lohn, Hermann II. von Lohn, lag Zeit seines Lebens in Fehde mit den Grafen von der Mark. Da Hermann seine beiden Söhne Hermann († 1315) und Wikbold († 1312) überlebte, fiel die Herrschaft Lohn mit seinem Tod 1316 an seine Verwandten, die Edelherren Johann und Otto von Ahaus.
Die nach dem Aussterben der Grafenlinie 1316 weiter auftretenden Herren von Lohn stammen nach allgemeiner Auffassung von denselben Edelherren ab, hatten aber nach Verlust der Herrschaft Lohn ihren Dynastenstatus verloren.

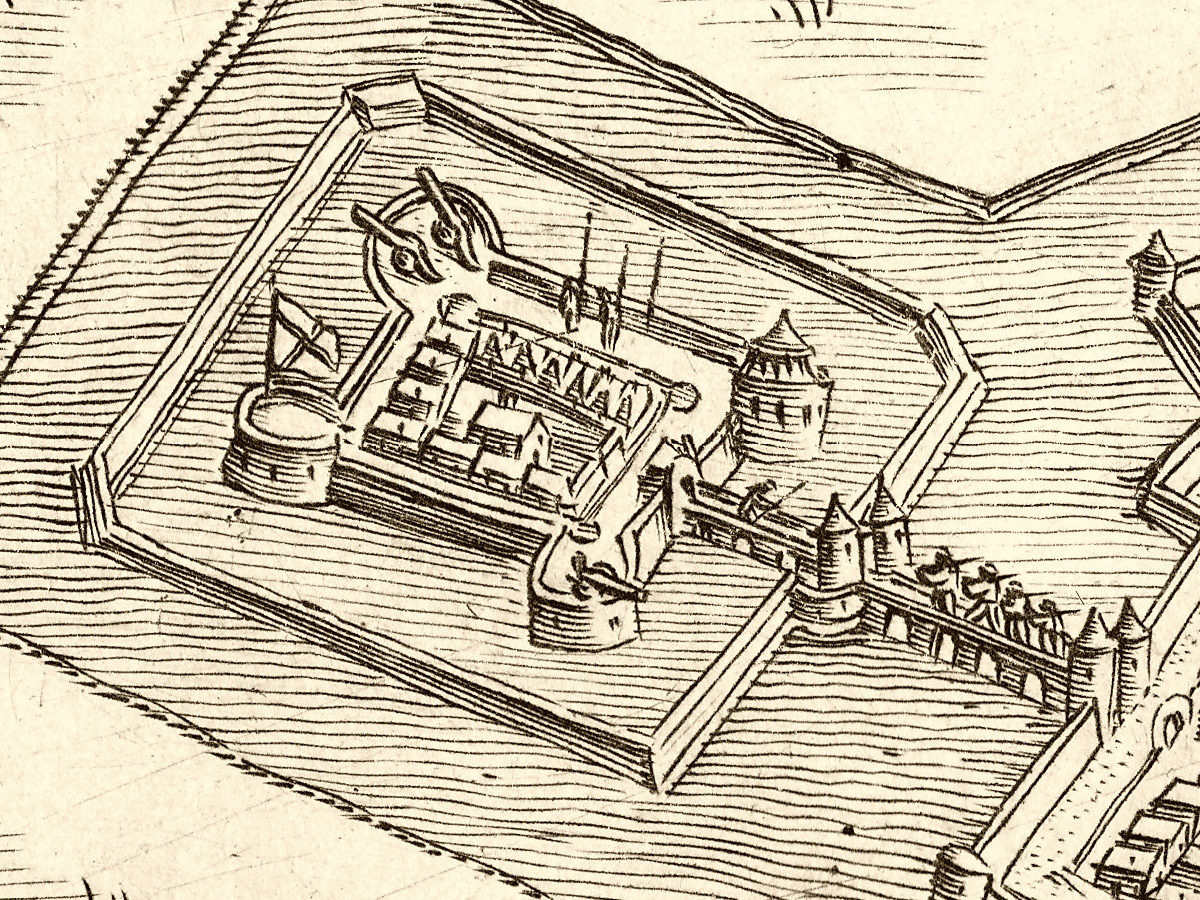
Burg Bredevoort (1597)
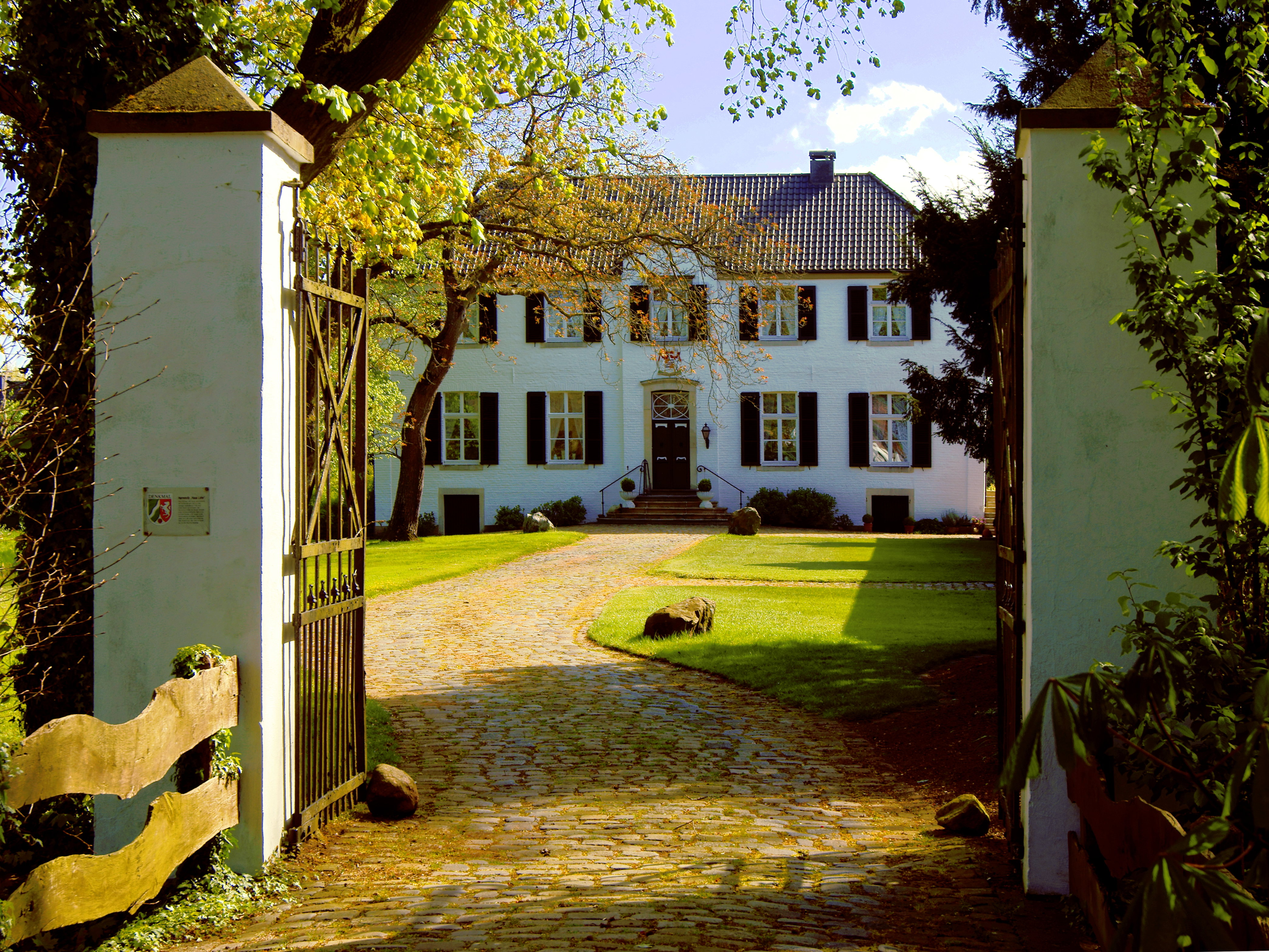
Haus Lohn in Südlohn

Die Familie besaß Haus Lohn in Südlohn (urkundlich ab 1357), Iking im Kirchspiel Südlohn (urkundlich 1579), Hiesfeld oder Pausmühle im Kreis Dinslaken (urkundlich 1657–1670), Schwinenthal bei Lüdenscheid (Altena). In den Niederlanden war die Familie zu Enschede, Roosbeck etc. ansässig. Dort beginnt die Stammreihe mit Conrad de Loën, Herr der Herrschaft Quakenbrück zu Beginn des 15. Jahrhunderts. Sein Enkel Johann erheiratete mit seiner Ehefrau Gisberte von Rechteren die Herrschaft Enschede, nach der die Familienlinie sich dann de Loën d'Enschede nannte. Ab Ende des 17. Jahrhunderts schrieb sich die Familie dann mit „von“ anstatt „de“. Am 3. März 1737 erhielt Paul Francois Louis Joseph von Loën den Reichsfreiherrenstand, der später vom niederländischen König Wilhelm I. anerkannt wurde.
Die westfälische Linie der Familie erlosch im Mannesstamm mit dem Tod des Friedrich Ernst von Loen am 30. April 1741. Durch seinen Tod wurde das Lehngut Götterswick im Klevischen erledigt. Die Linie Loën d'Enschede existiert bis heute.

## Persönlichkeiten

### Grafen von Lohn
- Gerhard I. von Lohn († nach 1092)
- Gottschalk I. von Lohn (* 1063; † nach 1100)
- Gerhard II. von Lohn († nach 1139)
- Gottschalk II. von Lohn († nach 1192)
- Gerhard III. von Lohn (1195–1225)
- Hermann I. von Lohn (1225–1252)
- Otto von Lohn (1252–1254)
- Hermann II. von Lohn (vor 1238–1316)

### Weitere Namensträger
- Wedekind von Lohn, Dompropst in Köln
- Heinrich von Lohn, Domküster, Propst am Alten Dom (1236–1242)
- Gottfried von Lohn, Domdechant in Münster (1229–1247)
- Gerhard von Lohn, Domdechant (1297?–1300)
- Wikbold von Lohn, 1292–1309 Dompropst in Münster († 1312)

## Wappen
- Blasonierung des dynastischen Stammwappens: In Silber drei blaue Balken, über den drei schwarze Raben schreiten.[7]
- Blasonierung des Wappens der späteren Herren von Lohn: In Silber ein schwarzer Balken, über den drei schwarze Raben schreiten. Auf dem Helme mit schwarz-silbernen Helmdecken ein schwarzer sitzender Hund mit goldenem Halsband sitzend.[1][3][4]
- Blasonierung des Wappens derer von Loën d'Enschede: In Silber ein unten gezinnter (laut Anton Fahne „zwei Kragsteine“[7]) schwarzer Balken, über den drei schwarze Raben schreiten. Auf dem Schild eine Freiherrenkrone. Als Schildhalter zwei widersehende goldene Löwen.[5]

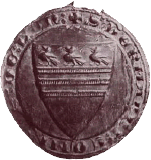
Siegel der Edelherren von Lohn (1138/9)
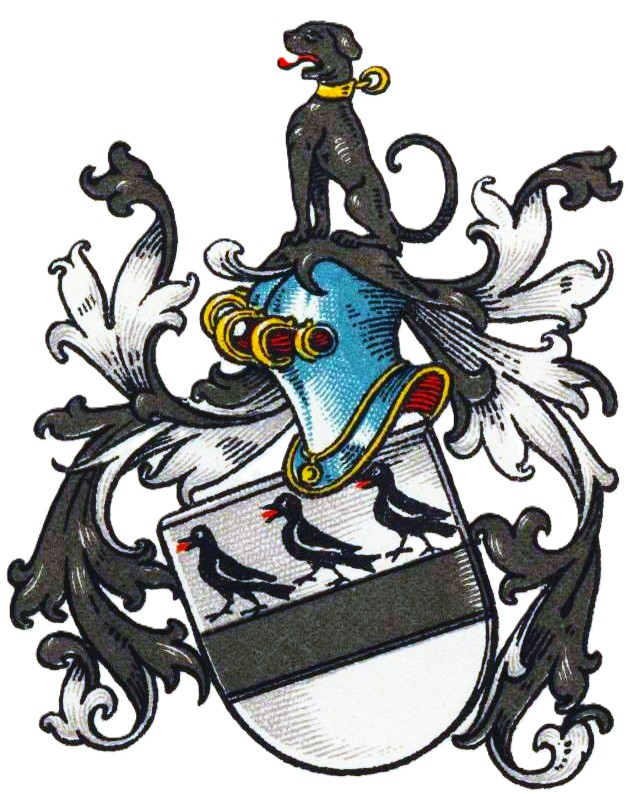
Wappen der Edlen von Loen im Wappenbuch des Westfälischen Adels
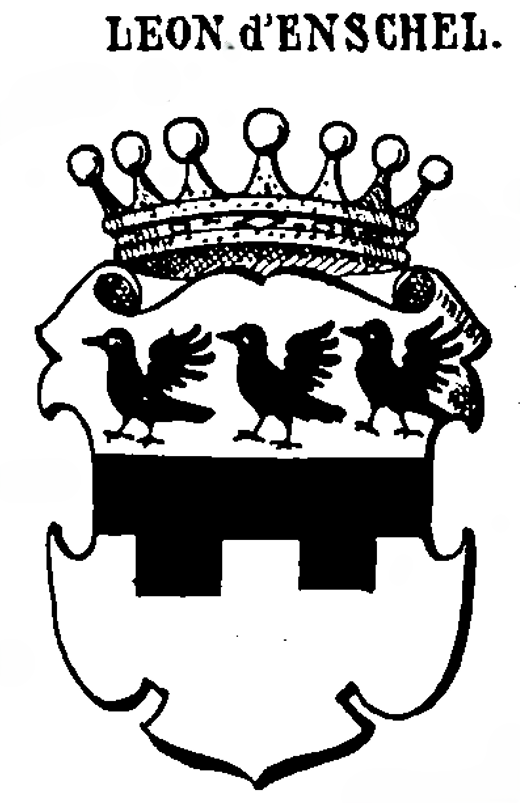
Wappen derer von Loën d'Enschede in Siebmachers Wappenbuch
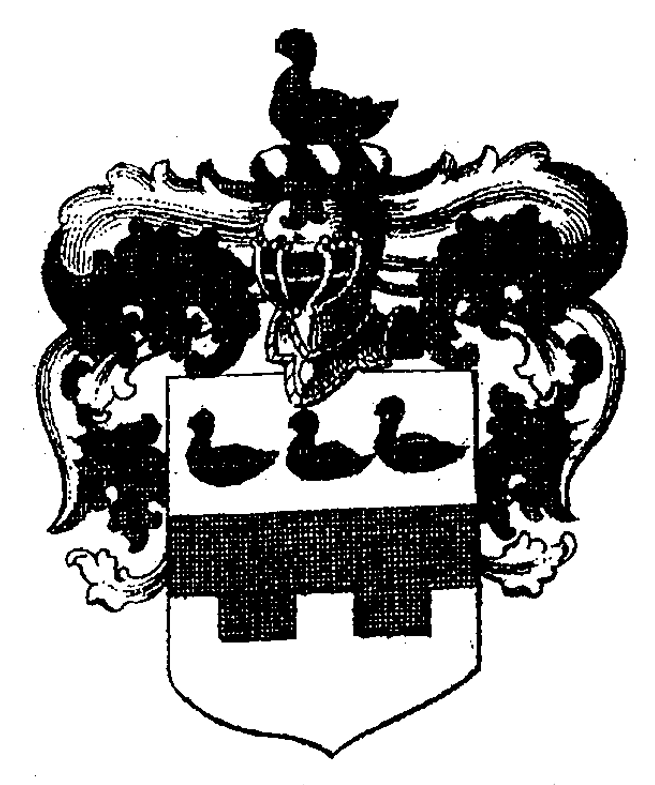
Wappen der „Herren von Loen, Freiherren zu Roosbeck in den Niederlanden“[8] (heute Belgien)

Es besteht eine Wappenverwandschaft mit den niederländisch-westfälischen Herren von Lintelo, dem Familienverband Barnsfeld-Velen-Rhemen-Werenzo und den Herren von Knippenburg.

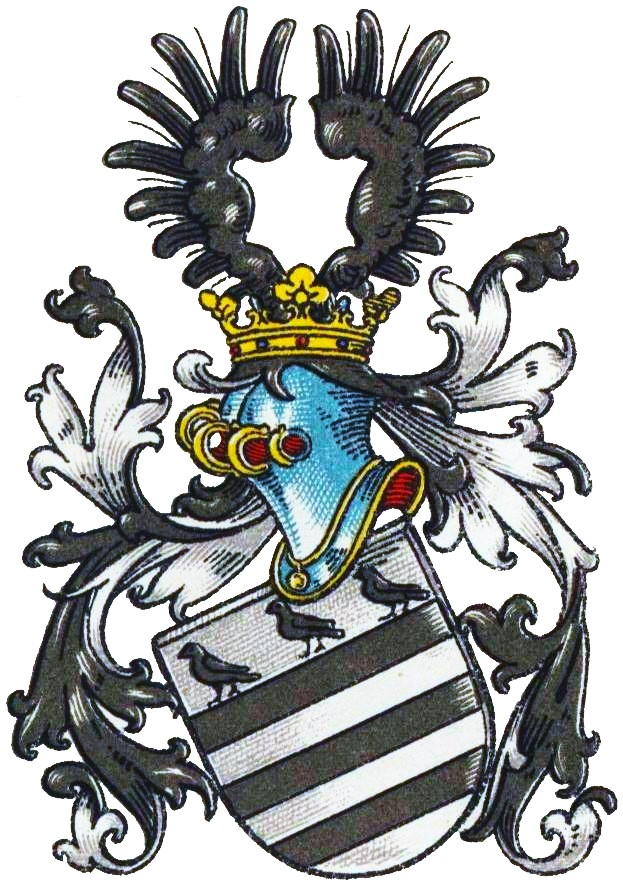
Wappen derer von Lintelo (Lintlo)
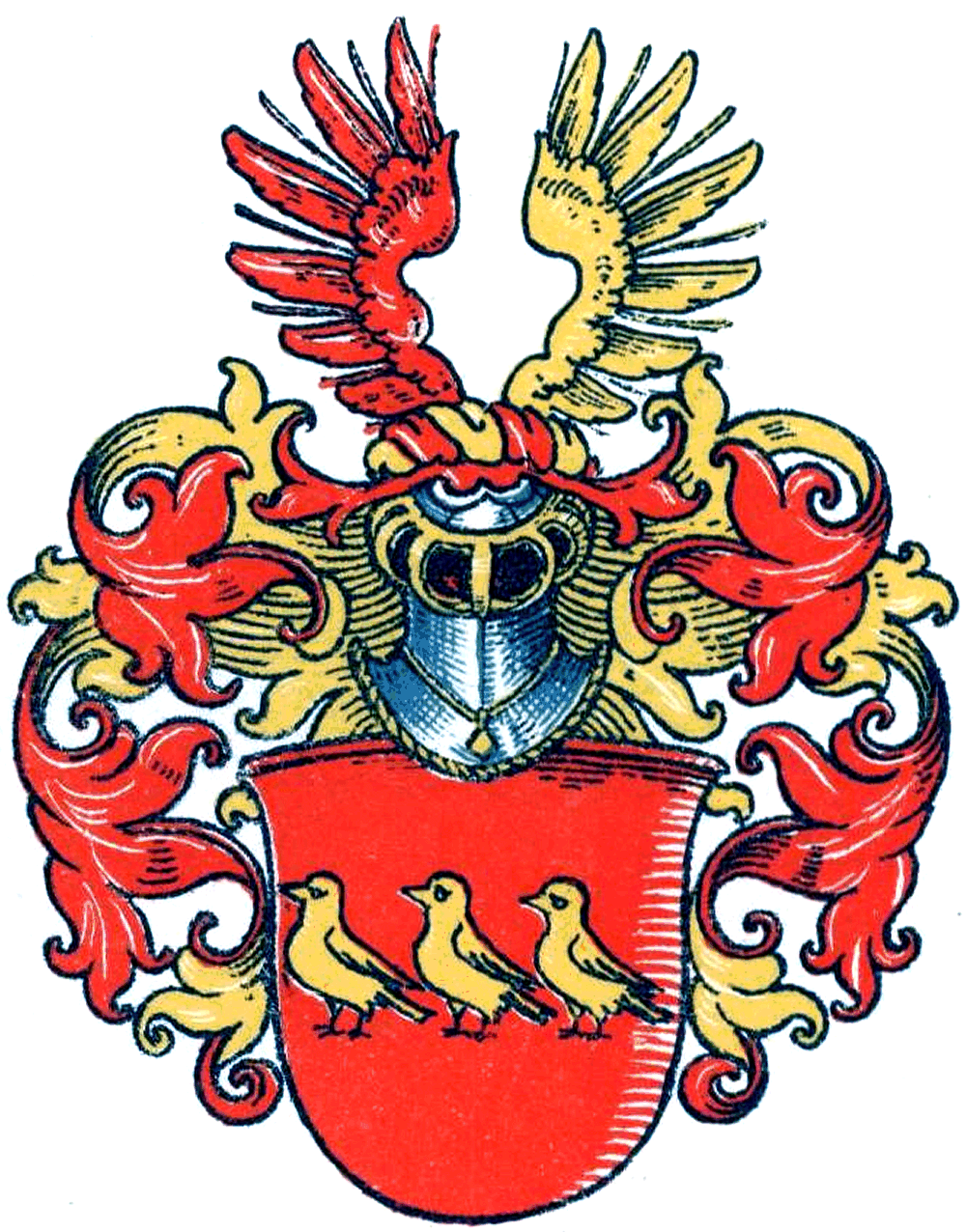
Stammwappen derer von Barnsfeld
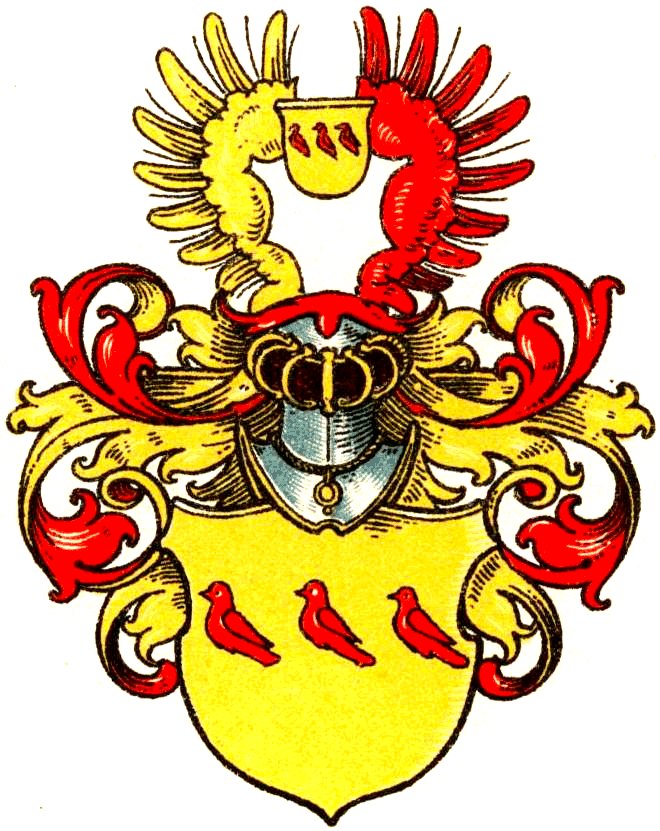
Stammwappen derer von Velen
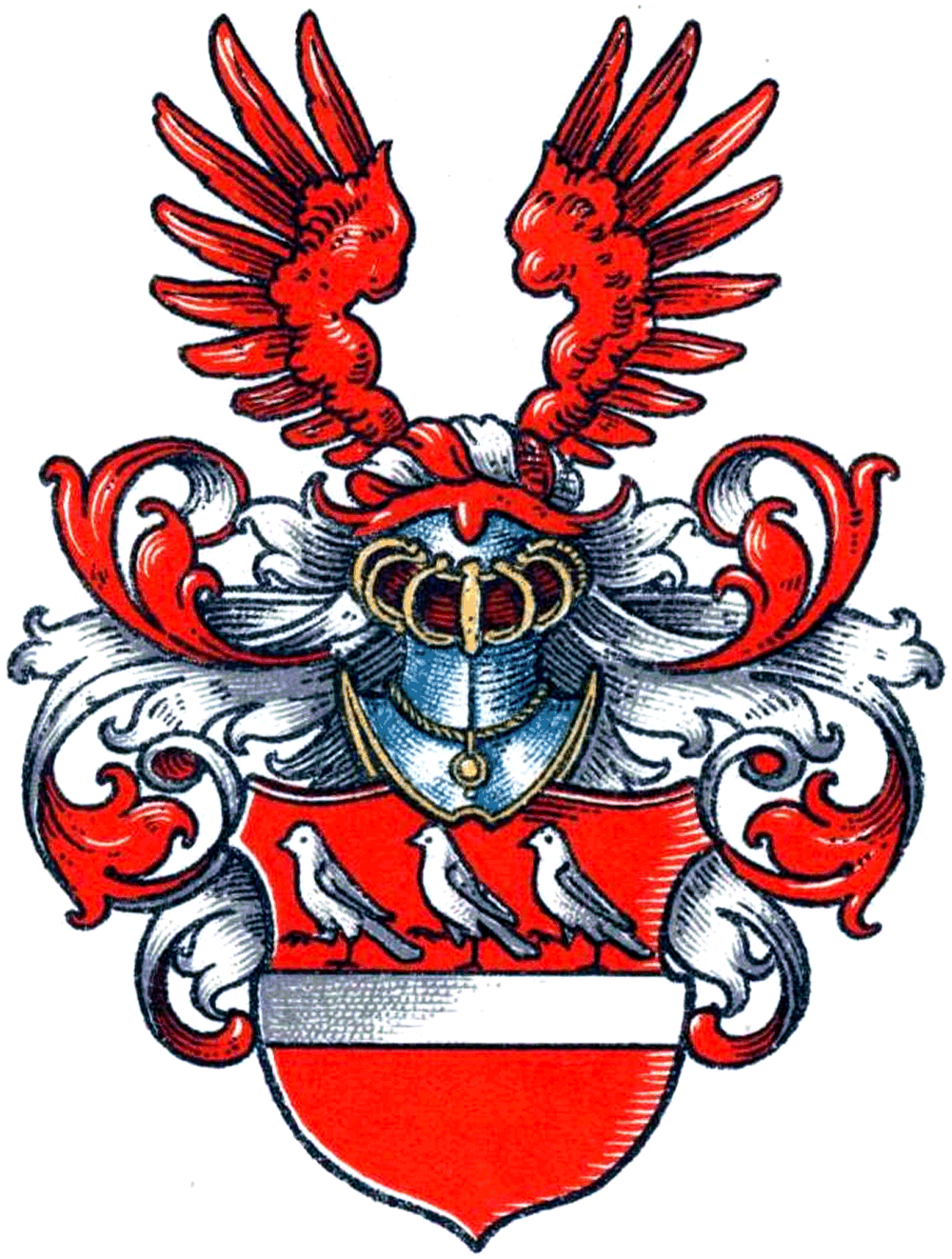
Wappen derer von Rhemen
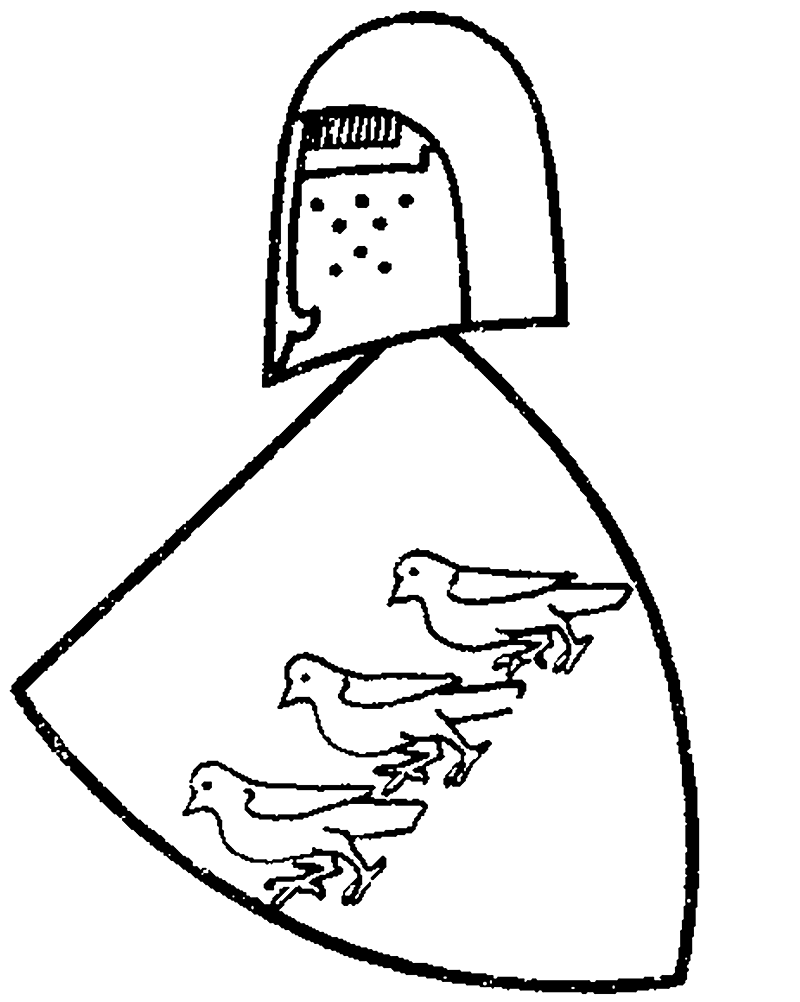
Wappen Werenzo (Werenzo de Lon)
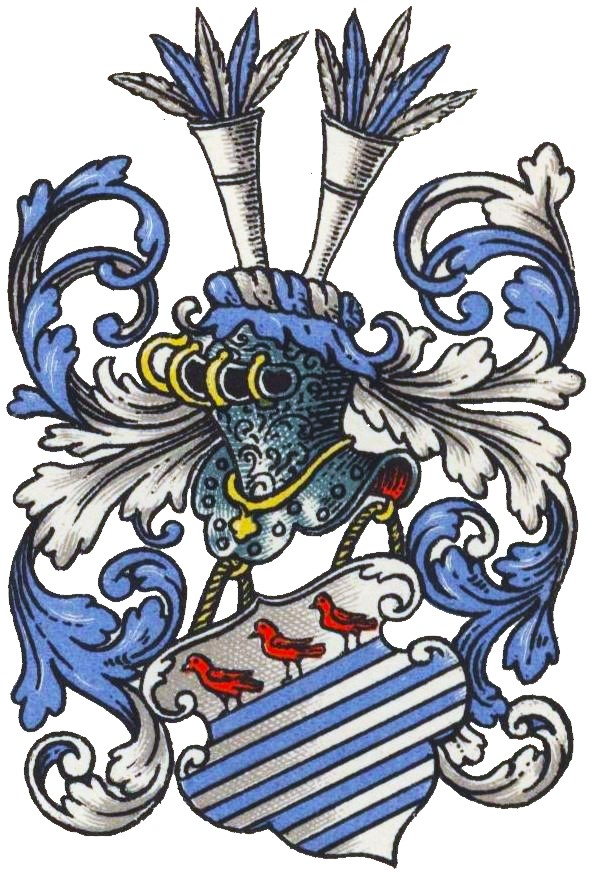
Wappen derer von Knippenburg

Das Wappen der Edelherren von Lohn bildet die Grundlage des heutigen Wappens von Stadtlohn und wurde auch in das Wappen des ehemaligen Kreises Ahaus aufgenommen. Auch im Wappen der niederländischen Waterschap de Oude IJssel findet sich das Wappen der Edelherren von Lohn.

Wappen von Stadtlohn
Wappen des Altkreises Ahaus
Wappen der Waterschap de Oude IJssel